# In Old Chicago
In Old Chicago es una película dramática estadounidense de 1938 dirigida por Henry King. El guion de Sonya Levien y Lamar Trotti estaba basado en una historia llamada "We the O'Learys" del escritor Niven Busch. La película narra de manera ficticia el Gran incendio de Chicago de 1871 y está protagonizada por Alice Brady como Catherine O'Leary, la propietaria de la vaca que comenzó el fuego, y Tyrone Power y Don Ameche como sus hijos. Otros protagonistas son Alice Faye y Andy Devine. En el momento de su lanzamiento, era una de las películas más caras jamás realizadas.

## Argumento
La familia O'Leary viaja a Chicago para comenzar una nueva vida cuando Patrick O'Leary intenta competir con un tren de vapor. Pero durante la carrera, su caballo se desboca y muere. Su esposa Molly y sus tres hijos se quedan solos en la ciudad, donde ella se busca la vida trabajando como lavandera. Rápidamente su trabajo empieza a prosperar y decide montar un negocio de lavandería en un área conocida como "the Patch", en el oeste de Chicago. Mientras tanto, sus hijos reciben una próspera educación. Uno, Jack, se convierte en un abogado reformista; pero otro, Dion, se ve involucrado en el juego. Mientras lava una sábana, la Sra. O'Leary descubre un dibujo, aparentemente creado por Gil Warren, un astuto empresario local. Sus hijos se dan cuenta de que revela que tiene un plan para hacer funcionar un tranvía a lo largo de una calle que él y sus compinches pretenden comprar a bajo precio.
Dion se enamora de una cantante de salón, Belle, que trabaja para Warren. Después de un cortejo tormentoso se convierten en amantes. Mientras tanto, Bob, el hijo más joven de O'Leary, que ayuda a su madre, está enamorado de Gretchen, una inocente chica alemana. Se encuentran en el establo vigilado por la vaca de O'Leary, Daisy, y planean casarse. La Sra. O'Leary aprueba esta unión, pero expresa su desdén por Belle.
Dion y Belle sobornan a los políticos locales para que instalen un salón en la calle por donde pasará el tranvía. Dion hace un trato para apoyar la carrera política de Warren a cambio de repartir negocios por la ciudad. Sin embargo, las prácticas deshonestas de Dion le llevan a crear un conflicto con su hermano Jack cuando uno de los compinches de Dion es arrestado por amañar votos. Más tarde, Dion decide apoyar a su hermano en lugar de Warren en las elecciones, convencido de que puede eliminar por completo a Warren y aprovecharse del entusiasmo reformista de Jack. Él se siente cada vez más atraído por la hija del corrupto senador local, lo que le lleva a pelearse con Belle. Bob y Gretchen se casan y tienen un bebé.
En una manifestación electoral de Warren se desata una pelea, organizada por Dion. Todos los trabajadores electorales de Warren son arrestados. Jack es elegido alcalde. Pronto anuncia una campaña contra la corrupción, apuntando al feudo de su hermano en el Patch, para el cual tiene la intención de demoler. Belle y Dion se separan cuando Jack le pide que lo apoye. Cuando se da cuenta de que Belle puede testificar en su contra, Dion le pide que se case con él, por lo que su testimonio es inadmisible. Ya siendo alcalde, Jack se casa con su pareja, pero se pelea con Dion en cuanto se da cuenta de que ha sido engañado.
A la Sra. O'Leary se le informa acerca de la pelea mientras ayuda a amamantar a la ternera de Daisy. En su angustia, deja una lámpara en el granero, y Daisy lo derriba. Se produce un incendio. Pronto todo el Patch está en llamas. Dion, Warren y sus compinches están convencidos de que Jack ha sido quien ha prendido el fuego. Los hombres de Warren de dirigen a por Jack, buscando venganza. Aconsejado por Philip Sheridan, Jack planea crear un cortafuegos dinamitando edificios para evitar que el fuego llegue a la fábrica de gas, pero la pandilla de Warren intenta detenerlo. Cuando Dion descubre, gracias a Bob, como comenzó el fuego realmente, se apresura a ayudar a Jack. En la lucha, Jack y Dion luchan contra la pandilla y disparan la dinamita, pero Jack es herido por uno de los matones de Warren y luego asesinado por un edificio que cae. Warren intenta huir, pero es pisoteado hasta la muerte por una estampida del ganado al huir de los corrales.
Dion y Bob ayudan a salvar a Gretchen y al bebé, mientras Belle rescata a la señora O'Leary. Todos logran escapar al río. Belle y Dion se reconcilian, mientras que O'Leary predice que la ciudad será reconstruida y florecerá después del sacrificio de su hijo por su futuro.

## Reparto
- Tyrone Power como Dion O'Leary.
- Alice Faye como Belle Fawcett.
- Don Ameche como Jack O'Leary.
- Alice Brady como Mrs. Catherine "Molly" O'Leary.
- Phyllis Brooks como Ann Colby.
- Andy Devine como Pickle Bixby.
- Brian Donlevy como Gil Warren.
- Tom Brown como Bob O'Leary.
- Berton Churchill como Senador Colby.
- Sidney Blackmer como General Phil Sheridan.
- J. Anthony Hughes como Patrick O'Leary.
- Paul Hurst como 'Mitch' Mitchell.
- June Storey como Gretchen O'Leary.
- Madame Sul-Te-Wan como Hattie.
- Gene Reynolds como el joven Dion.
- Charles Lane como Agente de reservas.

## Producción
Durante la preproducción, MGM había anunciado que Jean Harlow, quien estaba en contrato de ese estudio, sería cedida a la 20th Century Fox para protagonizar la película en el papel de Belle Fawcett. Sin embargo, debido a la prematura muerte de Harlow, el papel acabó en las manos de Alice Faye. La popularidad de Faye se disparó como resultado de la película, y se volvió a reunir con Power y Ameche ese mismo año para interpretar Alexander's Ragtime Band, que acabó siendo una película mucho más exitosa.
Algunas fuentes aseguran que MGM ofreció la cesión tanto de Harlow como de Clark Gable a la Fox para interpretar In Old Chicago a cambio de que esta cediera a Shirley Temple a la MGM para su siguiente producción, El mago de Oz. Sin embargo, esto es simplemente un rumor, ya que Harlow murió en junio de 1937, varios meses antes de que MGM comprara los derechos de Oz.

## Premios
La película fue nominada al Óscar a la mejor película. Alice Brady ganó el Óscar a la mejor actriz de reparto. La película también estuvo nominada en las categorías de mejor música, mejor sonido (E. H. Hansen) y mejor argumento; y ganó el premio en la categoría de mejor asistente de dirección (Robert D. Webb).

## Aproximación histórica
A pesar de acreditar la ayuda de la Sociedad Histórica de Chicago con la búsqueda de datos históricos, gran parte de la película está novelizada. La zona conocida como "the Patch" existió y era un área donde vivía población de origen irlandés, asociada generalmente con el crimen, tal y como se muestra en la película. En los años previos a la película había sido cambiada por "The Levee", un área conocida por sus políticos corruptos, conocidos como los "Lobos grises", cuyas fechorías se parecen a las de los personajes que se muestran en la cinta.
La representación de la familia O'Leary es en gran parte ficticia, incluyendo los nombres de los personajes. El nombre de la Señora O'Leary era Catherine, no Molly. Los O'Leary tenían dos hijos, un niño y una niña, mientras que en la película son tres hijos varones. Su único hijo se llamó James Patrick O'Leary. La hija se llamaba Anna. El padre, Patrick O'Leary, no murió en 1854 debido a un accidente con sus caballos, sino que murió en 1894. La Señora O'Leary no estableció su "lavandería francesa" fuera de su propia casa.
El alcalde de Chicago en 1871 era Roswell B. Mason, no el hijo de los O'Leary. Sin embargo, Mason fue elegido por un partido reformista como el Jack ficticio y tomó medidas similares para lidiar con el incendio. El hijo de la Sra. O'Leary, James Patrick, logró el éxito apostador y dueño de un salón comparable al de Dion en la película.

## Lanzamientos posteriores
La película fue restaurada y lanzada en DVD en 2005.